# 2023年10月のイスラエルによるガザ地区封鎖
2023年10月9日、イスラエルはガザ地区に対し「完全な封鎖」を実施し、食料品、水、医薬品、燃料、電力の輸入を遮断した。 この封鎖は、2023年パレスチナ・イスラエル戦争の開始と、ハマス武装勢力によるイスラエルへの攻撃に対する措置であった。イスラエルは、ガザ封鎖はハマースによって拉致された人質が無事に帰宅するまで解除されないと述べている。
2023年10月18日、アメリカ合衆国の大統領ジョー・バイデンは、イスラエルとエジプトが人道支援をガザに送ることに合意したことを発表した。

## 背景
ガザは2005年以来、イスラエルとエジプトの両方による部分的な封鎖下にある。ガザからイスラエルとエジプトの国境沿いにはいくつかの国境通過点が存在している。2023年10月9日に発表された完全な封鎖は、そのような封鎖が課せられる初めての事例となる。
2023年10月7日、ハマスというパレスチナの政治・軍事組織および他のパレスチナのグループの武装勢力が、ガザ–イスラエルの障壁を越えて南イスラエルに最大級の攻撃を行い、イスラエルにロケットを発射した。 その後、イスラエルはこれらの武装勢力に対し宣戦を布告し、イスラエル軍の作戦を実行するために30万の予備役を招集した。

## 封鎖
2023年10月9日、イスラエルの国防相であるヨアブ・ガラントが、ガザ地区への完全な封鎖を発表した。ガラント国防相は「我々はガザに完全な包囲網を敷く... 電気もなければ、食べ物も水もガスもない。すべて閉じられている」と宣言した。ガラント国防相はさらに、「我々は人間の動物たちと戦っており、それに応じて行動している」と付け加えた。
イスラエルのエネルギー大臣であるイスラエル・カッツの広報担当者は、カッツが即座にガザへの水の供給停止を命じたと述べた。イスラエルの戦車やドローンは、ガザ・イスラエル間国境のフェンスの開口部を警備し、封鎖を強化する任務に就いている。
この封鎖の結果、ガザ地区唯一の発電所は2023年10月11日午後2時に燃料切れとなった。これにより、ガザの電力が遮断され、水を供給する脱塩施設も停止し、完全に給水が止まった。
この結果、水を供給する淡水化プラントも停止し、完全に水の供給が止まった。
10月12日、イスラエルのエネルギー・インフラ担当大臣であるイスラエル・カッツは、ハマスによって拉致された人質が無事に故郷に戻るまで、ガザ封鎖の解除は行われないと述べた。

トルコ・パレスチナ友好病院は、ガザ唯一のがん病院であるにもかかわらず、燃料切れのため閉鎖せざるを得なくなった。

### 検問所

#### ラファ検問所
ほとんどの援助車両はエジプトからこの検問所を通過します。これは戦争開始後に最初に再開された検問所であり、10月18日に再開された。それ以降、10月31日までに援助物資はわずか241台しか通過していない。 10月27日、世界食糧計画のディレクターであるシンディ・マケインは、エジプト側での検問が「過度に厳格であり」、援助物資の流れを制限していると批判した。以前は1日に500台近くだったとされる援助物資の流れが減少している。

#### ケレム・シャロム国境検問所
これは戦争開始時に侵害された検問所の1つであり、その後も閉鎖されたままであった。10月30日、国連はイスラエルに対し、追加の援助物資を通過させるために再開するよう求めた。 11月3日に一時的に開かれ、ガザからイスラエルで働いていたパレスチナ人労働者がガザに送り返された。

#### その他の検問所
2023年11月1日現在、他のイスラエルへの検問所は閉鎖されたままである。

## 反応
国際連合人権高等弁務官のVolker Türk氏は、イスラエルによるガザ地区の封鎖は国際法に違反し、生存に必要な物資を民間人の命を危険にさらすためだと述べた。
国連特使のFrancesca Albanese氏は、「ラファフ国境検問所への爆撃を含む措置は、ガザ地区内の無実の人々を本当に飢え死にさせ、ナクバのようなものを恐れさせる」と懸念を表明した。
国連事務総長のアントニオ・グテーレス氏は、イスラエルがガザに対する全面的な封鎖を課すことに深く心配していると述べた。
ノルウェー難民評議会の事務総長であるヤン・エーゲラン氏は、「集団的制裁は国際法に違反します。エネルギーや電力、物資の不足によって病院で負傷した子供たちが死ぬ可能性がある場合、それは戦争犯罪に相当するおそれがある」と述べた。
10月10日、2023年、欧州連合の外務・安全保障政策上級代表であるホセップ・ボレル氏は、「大量の市民に対する水や電気、食糧の供給停止は国際法に違反する」と述べた。
2023年10月11日、トルコのレジェップ・タイイップ・エルドアン大統領は、ハマスの攻撃に対するイスラエルのガザ封鎖と爆撃を、過剰な反応であり「虐殺」と表現した。

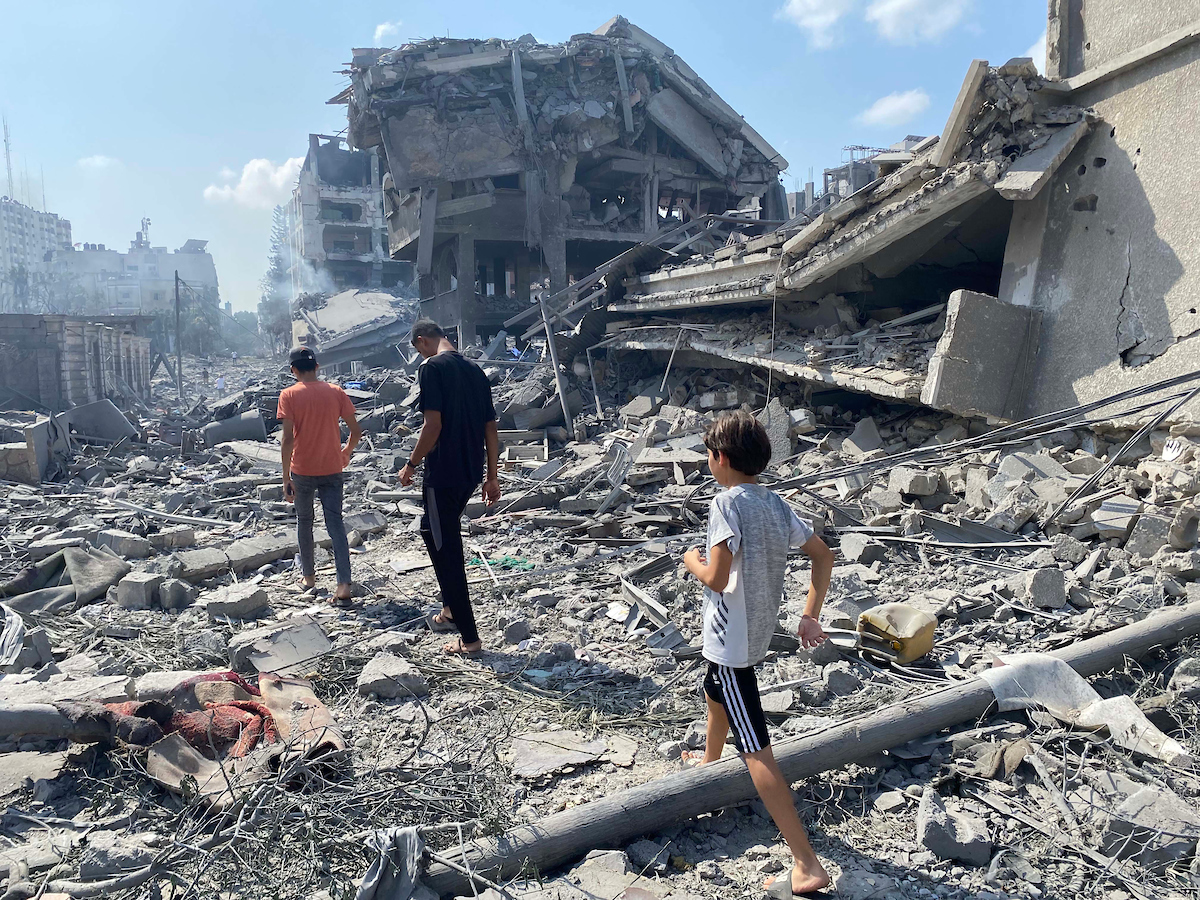
2023年10月9日、ガザ市のエル・レマル地区

エジプト当局は、パレスチナ人がガザからシナイ半島に大量に避難することを防ごうとし、ガザからエジプトへの安全な通路の提案を拒否した。エジプトとガザの国境に位置するラファフ国境検問所は、紛争勃発後にエジプトによって閉鎖された。
国際赤十字委員会（ICRC）の中東担当ディレクター、ファブリツィオ・カルボーニ氏は、「電気がなければ、ガザの病院は霊安室に変わるリスクがある」と述べた。
国際人権団体ヒューマン・ライツ・ウォッチによると、「イスラエルのエネルギー・インフラ省の大臣は最近のハマスの攻撃が '水、電気、燃料の供給を停止する理由' だと明言した。これらの手法は戦争犯罪であり、飢餓を戦争の武器として使用することも同様である」 イスラエルの人権団体であるギシャのスポークスパーソンは、「このような市民を標的にする行為を正当化はされない」と述べた。
2023年10月11日、英国の政治家で労働党党首であるキア・スターマー氏は、LBCのインタビューで、イスラエルがガザへの電力と水の供給を完全に停止する権利があるとの立場を支持すると発表した。 これに対し、労働党ムスリムネットワークは、彼の発言を「集団的な罰」と支持し、彼に謝罪を求めた。 ロンドン市長であるサディク・カーン氏は、イスラエルに対し抑制を行使するよう求め、ガザ封鎖がパレスチナ市民の苦しみを引き起こす可能性があると主張した。
10月13日、ノルウェー外務省は、ガザ地区の人口を追放するイスラエルの包囲を非難した。
アニェス・カラマール氏、アムネスティ・インターナショナルの事務局長は、イスラエル当局は即座に電力、水、食料の供給停止など、制限を停止すべきだと述べた。彼女は、停電が清潔な水へのアクセス、通信とインターネットアクセス、公衆衛生に重大な影響を与えるだろうと述べた。

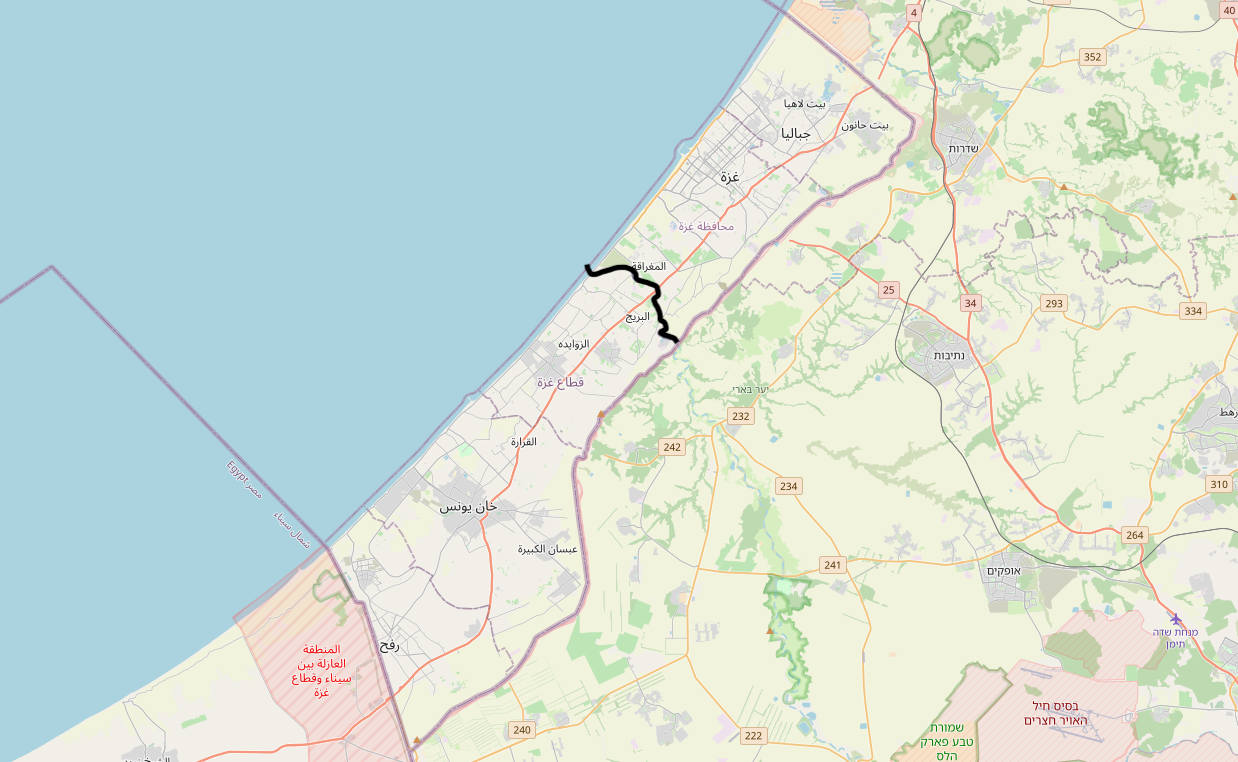
黒い線は、ガザ地区北部の避難のためのガザ地区におけるIDFの南北境界線を示す。

10月18日、アメリカはブラジルの提案に賛成した国連安全保障理事会決議を拒否し、「人道的な一時停止」を通じてガザの市民に援助を提供するよう呼びかけていた。この決議には15カ国のうち12カ国が賛成した。 アメリカ合衆国の国連大使であるリンダ・トーマス・グリーンフィールド氏は、アメリカが人道的危機に対する外交的解決策に取り組んでおり、この決議はイスラエルの自衛権を認識していないために失敗したと説明した。
10月21日、イスラエル軍はガザにチラシを投下し、「緊急警告！ ガザの住民へ：ワディ・ガザの北部に滞在することは、あなたの命を危険にさらす可能性があります。ガザ地区の北部から南部に避難しない選択をする人は、テロ組織の共犯者と見なされるかもしれません。」というメッセージを伝えた。
10月22日、シンディ・マケインは「これらの人々は、世界食糧計画が入るまで餓死する可能性がある」と警鐘を鳴らした。